# Nyctemera amosa
Nyctemera amosa là một loài bướm đêm thuộc phân họ Arctiinae, họ Erebidae.